# San Esteban de Gormaz
San Esteban de Gormaz es un municipio y localidad española de la provincia de Soria, en la comunidad autónoma de Castilla y León. El término municipal tiene una población de 2935 habitantes (INE 2024). El casco histórico está declarado conjunto histórico-artístico.

## Geografía
Integrado en la comarca de Tierras del Burgo, se sitúa a 69 km de la capital provincial. El término municipal está atravesado por las carreteras nacionales N-110 y N-122, que permiten la conexión con Segovia y Valladolid, respectivamente. La localidad está situada en la Ruta de la Lana y en el Camino del Cid, ruta del destierro de El Cid, en la orilla del río Duero. El municipio tiene 3054 habitantes teniendo en cuenta todas sus pedanías y forma parte del partido judicial de El Burgo de Osma, 

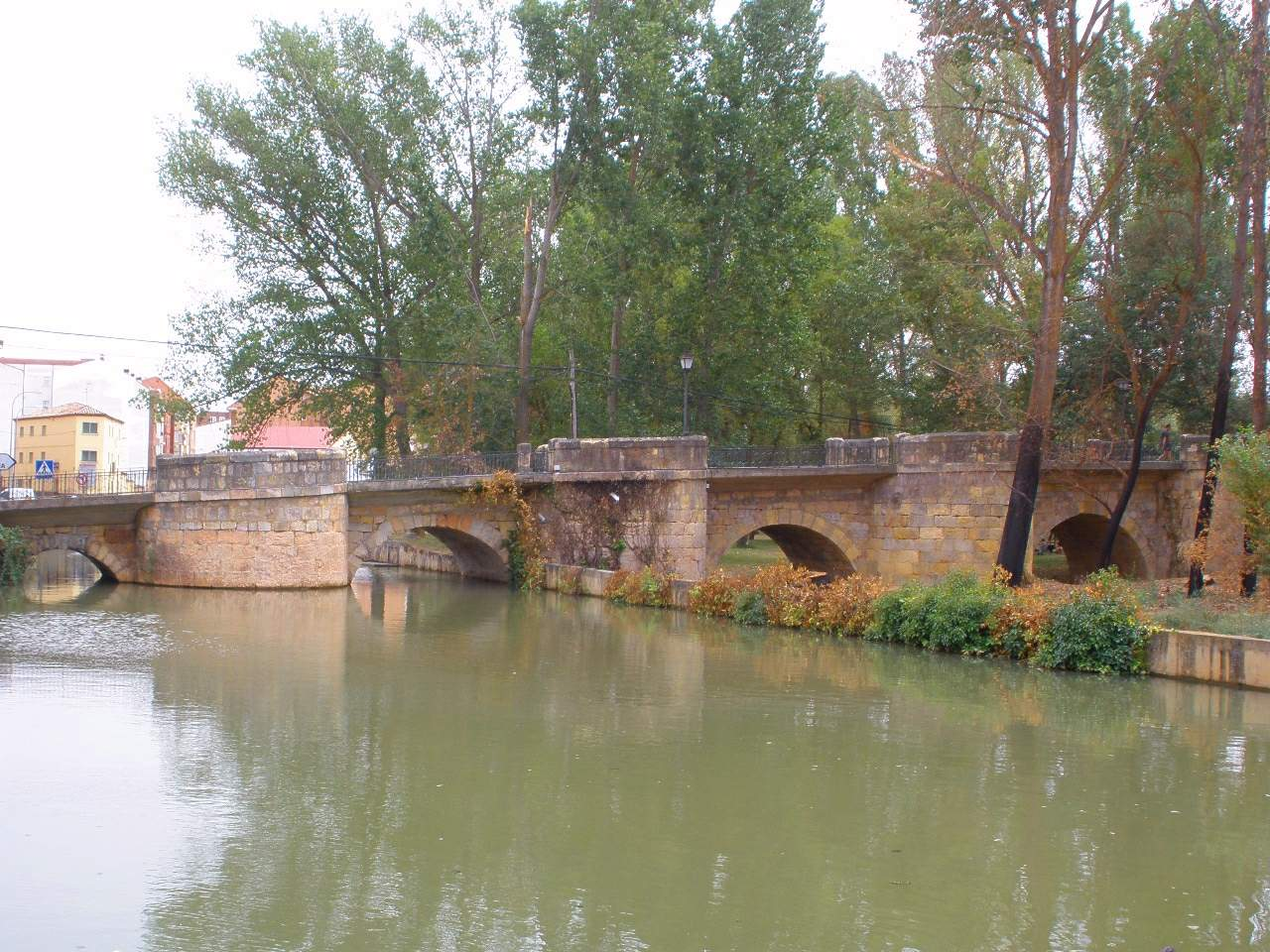
Río Duero en San Esteban de Gormaz

Su extenso término municipal está formado por el núcleo de San Esteban y otros dieciocho pueblos: Aldea de San Esteban, Atauta, Ines, Matanza de Soria, Morcuera, Olmillos, Pedraja de San Esteban, Peñalba de San Esteban, Piquera de San Esteban, Quintanas Rubias de Abajo, Quintanas Rubias de Arriba, Quintanilla de Tres Barrios, Rejas de San Esteban, Soto de San Esteban, Torraño, Torremocha de Ayllón, Velilla de San Esteban y Villálvaro. 
El relieve del territorio está muy influenciado por la presencia del río Duero, que discurre procedente de Gormaz hacia Langa de Duero, recibiendo el aporte de pequeños ríos y arroyos. La altitud va aumentando a mayor lejanía del río, adquiriéndose el típico paisaje de la llanura castellana. La altitud oscila entre los 1134 m al sur del municipio y los 850 m a orillas del Duero. El pueblo se alza a 879 m sobre el nivel del mar. 
| Noroeste: Alcubilla de Avellaneda y Langa de Duero         | Norte: Fuentearmegil              | Noreste: El Burgo de Osma-Ciudad de Osma          |
| Oeste: Langa de Duero, Miño de San Esteban y Fuentecambrón |                                   | Este: El Burgo de Osma-Ciudad de Osma             |
| Suroeste: Ayllón (Segovia)                                 | Sur: Montejo de Tiermes y Liceras | Sureste: Fresno de Caracena y Carrascosa de Abajo |

En el municipio, e incluido en la Red Natura 2000, se encuentra el lugar de importancia comunitaria conocido como Riberas del Río Duero y Afluentes, que ocupa 138 hectáreas, el 3 % de su término.

## Historia
La zona donde se encuentra emplazado el pueblo ha conocido asentamientos humanos desde la prehistoria. La primera referencia de vida humana es un hacha de talón de la época celtíbera, fechado en el año 900 a. C. San Esteban de Gormaz era un castro de cierta importancia, como cruce de caminos entre Clunia y Tiermes y Uxama y Segontia Lanka.
Adentrándonos ya en la historia, encontramos asentamientos romanos y árabes de los que aún se conserva cierto patrimonio.

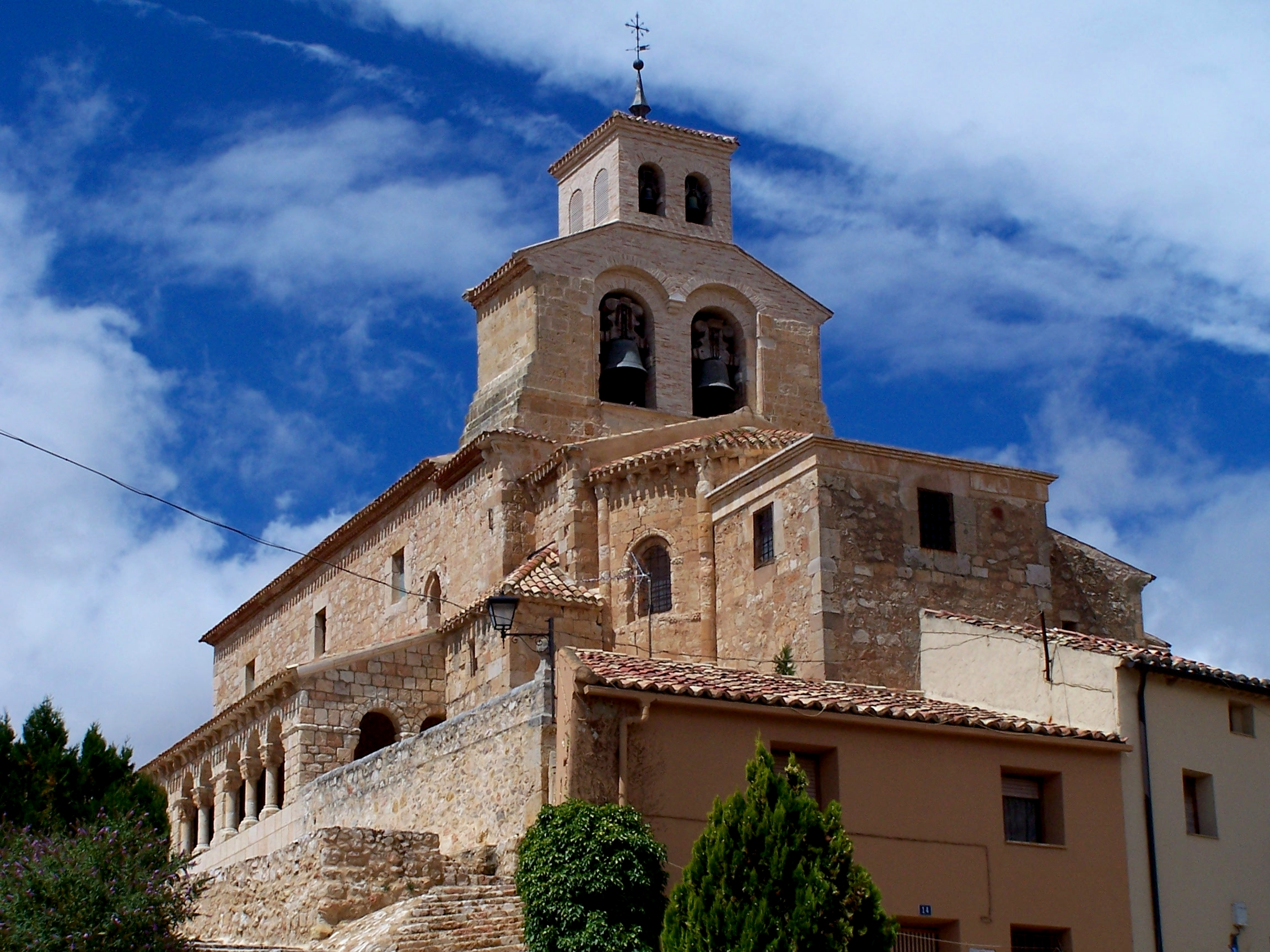
Iglesia de la Virgen del Rivero

Los árabes la consideraban un importantísimo núcleo cristiano, por lo que fue objetivo militar de ambos bandos durante 200 años: desde que se inició la construcción de su castillo por los árabes en el siglo IX (tiempo en que la población se llamaba Castromoro), hasta que cayó finalmente en manos del reino de Castilla. Las innumerables contiendas que tuvieron lugar durante todo este tiempo no fueron óbice para que este lugar situado en la frontera de Castilla se consolidara como núcleo urbano. 

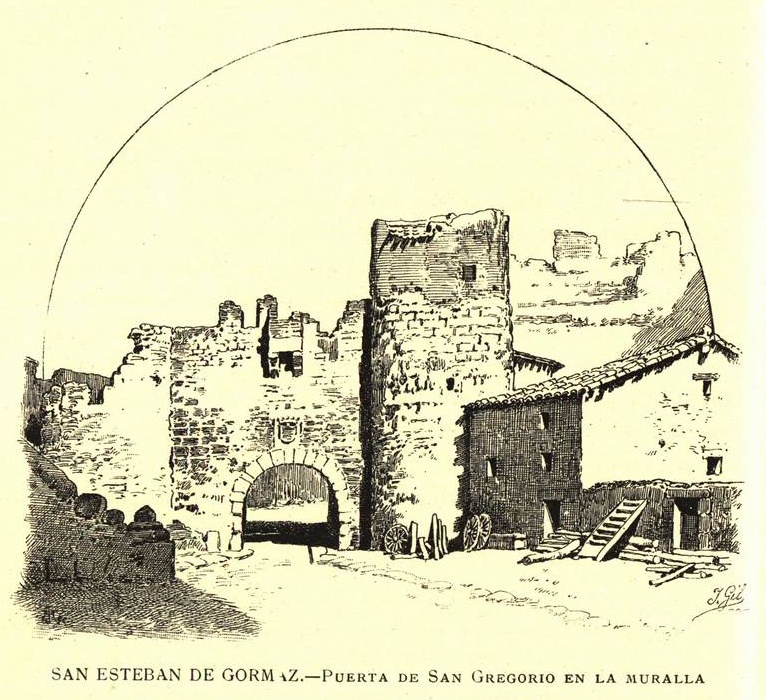
Puerta de San Gregorio en la muralla (España, sus monumentos y sus artes, su naturaleza e historia. Soria, 1889)

Alfonso X el Sabio estuvo dos veces en la villa sanestebeña y la inmortalizó al componer sus Cantigas de Santa María, una de las cuales relata la leyenda del Vado de Cascajar. Los Reyes Católicos concedieron en 1504 a San Esteban el privilegio de abaratar el pan. En 1187 se celebraron en la villa las primeras Cortes de Castilla y su importancia siguió creciendo hasta que a finales del siglo XIII alcanza su máximo esplendor. Para esta fecha ya contaba con 3000 habitantes (120 caballeros), cuatro parroquias y dos monasterios situados fuera de los límites de la villa. A partir de esta época, irá decayendo lentamente.
A la caída del Antiguo Régimen la localidad se constituyó en municipio constitucional, conocido entonces como San Esteban de Gormaz y Pedraja, en la región de Castilla la Vieja que en el censo de 1842 contaba con 192 hogares y 876 vecinos. Hacia mediados del siglo XIX, la villa tenía contabilizada una población de 800 habitantes. Aparece descrita en el séptimo volumen del Diccionario geográfico-estadístico-histórico de España y sus posesiones de Ultramar de Pascual Madoz de la siguiente manera:

ESTEBAN DE GORMAZ (San): v. con ayunt. en la prov. de Soria (12 leg.), part. jud. del Burgo de Osma (2). aud. terr. y c. g. de Búrgos (21), dióc. de Osma. sit. en una estensa llanura á la márg. der. del r. Duero, y resguardada del N. por un elevado cerro, la combaten libremente los demas vientos y goza de clima sano, siendo las enfermedades mas comunes, fiebres intermitentes y reumas. Tiene 180 casas: distribuidas en varias calles, de las cuales la llamada Real, está en parte soportalada, asi como la Plaza Mayor: hay ademas otras dos plazuelas; casa consistorial, edificio de buena construccion y solidez; escuela de instruccion primaria, frecuentada por 56 alumnos, á cargo de un maestro dotado con 1,100 rs., y la retribucion de una fan. de trigo que paga anualmente, cada uno de los discípulos; otra escuela de niñas pagada por los padres de las 40 que asisten; 3 ígl. parr. (San Estéban) de entrada, servida por un cura de provision real y ordinaria y un beneficiado de nombramiento del cabildo catedral; San Miguel, de primer ascenso, servida por un cura de igual provisión, y Ntra. Sra. del Ribero, de segundo ascenso, en la que sirven el culto un cura y un beneficiado, el primero de provision real y ordinaria, y el segundo elegido en terna por el cabildo: cada una de las parr. tiene su cementerio propio y todos pueden perjudicar á la salud pública, por hallarse el uno dentro de la pobl. y los otros muy inmediatos; alrededor de la v. se conservan en muchos puntos, restos de una ant. muralla, y sobre el cerro que la domina por el N., hay un fuerte cast., que aun cuando desmantelado y demolido, en parte, á poca costa podría habilitarse y quedar en buen estado de defensa; estramuros, pero muy inmediato á las casas, hay un conv. que fué de Franciscanos calzados; á la dist. de 600 pasos del pueblo, se encuentra un hermoso campo, donde se celebran las ferias, y en él se ven, una ermita (San Roque), y 11 casas habitadas por igual número de vec.; confina el térm. N. Quintanilla de tres Barrios; E. Osma; S. Atauta, Aldea y Peñalba, y O. el Soto; dentro de esta circunferencia, se encuentran varios corrales para cerrar ganado: el terreno participa de montuoso y llano, el primero comprende unas 1,800 fan. de cabida, y es de inferior calidad; el segundo llamado vega, aun cuando no se riega, abraza 1,400 fan. de superior clase; hay un monte encinar propio de la v.; atraviesa el térm. el r. Duero, cuyo paso facilita un magnífico puente de piedra de silleria con 18 arcos, tiene 240 varas de long., 6 de lat. y 13 de elevacion; hay en él un fuerte torreon construido en el reinado de Felipe V, año 1717, segun aparece de una inscripcion puesta sobre un arco del mismo, que por 4 puertas da entrada al espacioso campo que, como queda indicado, sirve para celebrar las ferias. caminos: los locales, el que dirige á Aranda el Burgo y Soria, y el que conduce á Almanzan; los dos últimos transitables para carruages, y en buen estado, principalmente con el verano. correo: se recibe y despacha en la estafeta de la v., dos veces á la semana. prod.: toda clase de cereales, vino y hortalizas; se cria ganado lanar, mular, yeguar y poco vacuno; caza abundante de diferentes especies, y pesca de barbos, anguilas y otros peces. ind.: la agrícola, dos molinos harineros, 5 telares de paños y lienzos ordinarios y 3 zapaterias: comercio: esportacion de frutos sobrantes; hay 3 tiendas de comestibles, en las que tambien se vende quincalla. Ferias y mercados: de las primeras se celebran dos anualmente, una que principia el 11 de junio, y concluye en 15 del mismo, y otra que empieza y termina en los mismos dias del mes de noviembre: los martes de cada semana hay mercado, y tanto este como aquellas son muy concurridos, y constituyen el principal y mas importante tráfico, la venta de toda clase de ganados; tambien se ponen tiendas de paños, telas, quincalleria y otros géneros. pobl.: 171 vec., 800 alm. cap. imp.: 146.390 rs. presupuesto municipal 3,000 rs., se cubre con los prod. de propios consistentes en un molino harineros dos pegujares y el monte encinar; tambien se aplican al mismo objeto, los rendimientos de la correduria y taberna.
(Madoz, 1847, pp. 592-593)

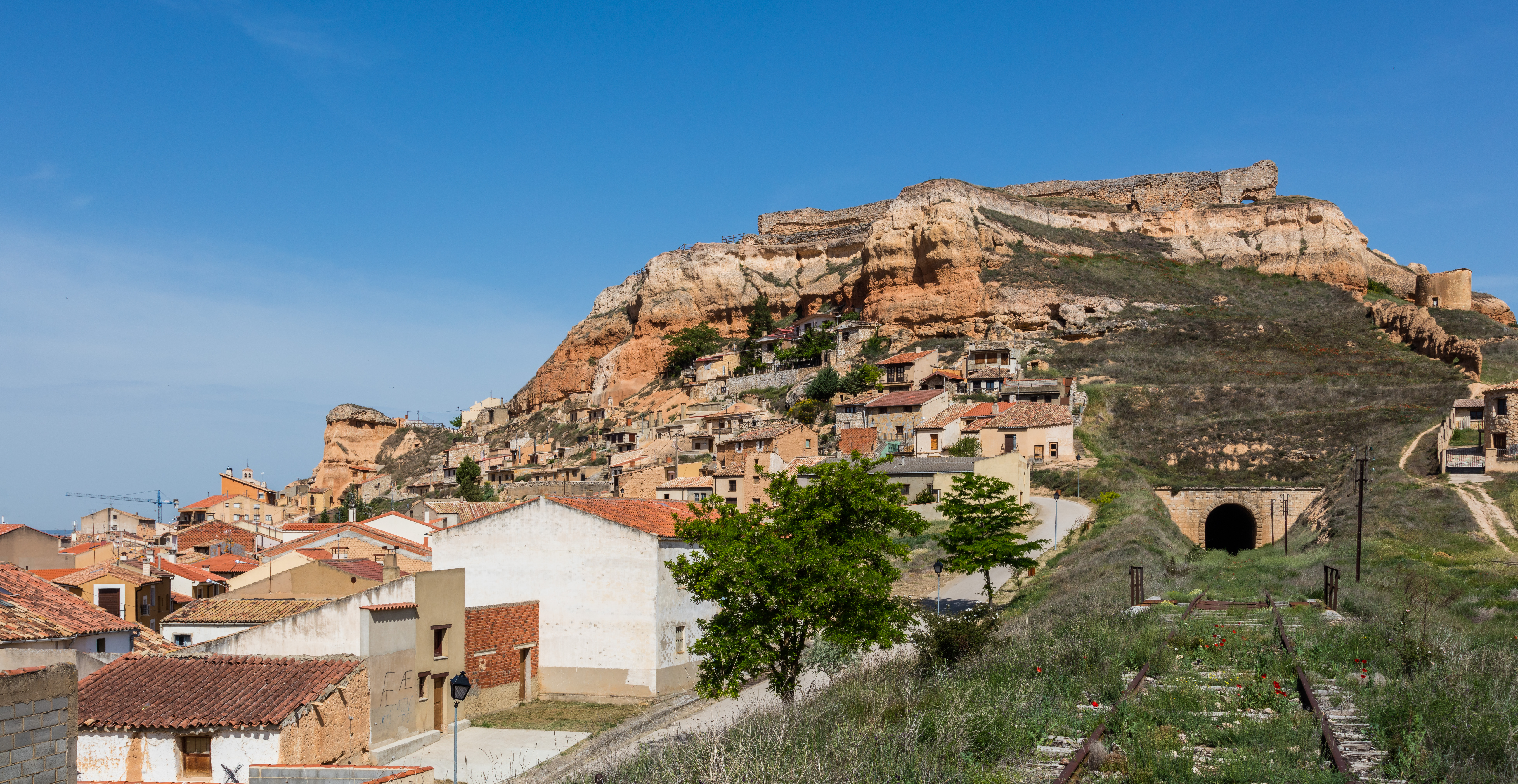
Vista de la antigua vía ferroviaria

En 1966 creció el término del municipio al fusionarse con los de Aldea de San Esteban, Atauta, Ines, Matanza de Soria, Olmillos, Peñalba de San Esteban, Piquera de San Esteban, Quintanilla de Tres Barrios, Rejas de San Esteban, Soto de San Esteban, Velilla de San Esteban y Villálvaro.
En 1972 volvió a crecer el término del municipio al incorporar a los Morcuera, Quintanas Rubias de Abajo, Quintanas Rubias de Arriba y Torremocha de Ayllón. Bien entrado el siglo XX, se llevó a cabo un proyecto de industrialización que consiguió elevar la población hasta los niveles que había conocido en su mejor época.
En 1895 se abrió al tráfico la línea Valladolid-Ariza, que permitió la conexión de la comarca con el resto de la red ferroviaria española. El municipio contaba con la estación de San Esteban de Gormaz, que disponía de un edificio de pasajeros e instalaciones para mercancías. La línea fue cerrada al tráfico de pasajeros en enero de 1985 por ser considerada deficitaria.

## Demografía
Cuenta con una población de 2935 habitantes (INE 2024).
| Gráfica de evolución demográfica de San Esteban de Gormaz entre 1842 y 2021 |
| |
| Población de derecho según los censos de población del INE Población de hecho según los censos de población del INEEn este censo se denominaba San Esteban de Gormaz y Pedraja: 1842 Entre el censo de 1970 y el anterior, crece el término del municipio porque incorpora a 42508 (Aldea de S. Esteban), 42516 (Atauta), 42560 (Ines), 42573 (Matanza de Soria), 42586 (Olmillos), 42589 (Peñalba de S.Est.), 42593 (Piquera de S.Est.), 42596 (Quintanilla de Tres Barrios), 42598 (Rejas de S. Est.), 42608 (Soto de San Est.), 42623 (Velilla de S.Est.) y 42627 (Villálvaro) Entre el censo de 1981 y el anterior, crece el término del municipio porque incorpora a 42122 (Morcuera), 42146 (Quintanas Rub.de Ab.), 42147 (Quintanas Rub.de Ar.) y 42186 (Torremocha de A.) |

### Población por núcleos
| Núcleos                     | Habitantes (2000) | Habitantes (2010) |
| --------------------------- | ----------------- | ----------------- |
| San Esteban de Gormaz       | 2226              | 2506              |
| Aldea de San Esteban        | 32                | 23                |
| Atauta                      | 105               | 68                |
| Ines                        | 39                | 33                |
| Matanza de Soria            | 62                | 42                |
| Morcuera                    | 37                | 18                |
| Olmillos                    | 63                | 49                |
| Pedraja de San Esteban      | 38                | 27                |
| Peñalba de San Esteban      | 77                | 60                |
| Piquera de San Esteban      | 49                | 25                |
| Quintanas Rubias de Abajo   | 8                 | 8                 |
| Quintanas Rubias de Arriba  | 34                | 16                |
| Quintanilla de Tres Barrios | 56                | 41                |
| Rejas de San Esteban        | 76                | 58                |
| Soto de San Esteban         | 154               | 116               |
| Torraño                     | 15                | 13                |
| Torremocha de Ayllón        | 18                | 15                |
| Velilla de San Esteban      | 37                | 17                |
| Villálvaro                  | 222               | 156               |

## Administración y política

### Alcaldes desde 1897
| Legislatura | Alcalde/sa                      |
| ----------- | ------------------------------- |
| 1898-1899   | Francisco Charle Perdiguero     |
| 1899-1901   | Eusebio Miranda                 |
| 1902-1903   | Pedro Sáez Molinero             |
| 1904-1907   | Olimpio Abad Heras              |
| 1908-1909   | Francisco Carretero Lázaro      |
| 1909-1911   | Faustino Espinar Guerrero       |
| 1912-1913   | Pedro Sáez Molinero             |
| 1914-1915   | Bruno Carretero García          |
| 1916-1917   | Jerónimo Gómez Molinero         |
| 1918-1919   | Bernardino Serrano Macarrón     |
| 1920-1921   | Julio Miranda Carro             |
| 1922-1923   | Pedro Sáez Molinero             |
| 1924-1926   | Martín Arranz Juanilla          |
| 1926        | Perfecto Esteban Delgado        |
| 1926-1931   | Isaac García Alonso             |
| 1932-1933   | Dionisio Romera Manchado        |
| 1933-1936   | Eladio Miranda Carro            |
| 1936-1940   | Luis Pelarda Aroz               |
| 1940        | Emilio Hergueta Frías           |
| 1940-1947   | Evaristo Charle Arroyo          |
| 1947-1956   | Florencio García Nieto          |
| 1956-1966   | Félix Palacios Cayuela          |
| 1966-1970   | Victorino Heras Poza            |
| 1971-1977   | Javier García del Valle         |
| 1978        | Juventino Hernández Miranda     |
| 1979-1987   | Teodoro López Aguilera          |
| 1987-1995   | Vidal Moreno Peñas              |
| 1995-2007   | José Antonio Alcalá Carralcázar |
| 2007-2015   | Millán Miguel Román             |
| 2015-2023   | María Luisa Aguilera Sastre     |
| 2023-2024   | Luis Ángel Martín Celma         |
| 2024-       | Daniel García Martínez          |

## Patrimonio

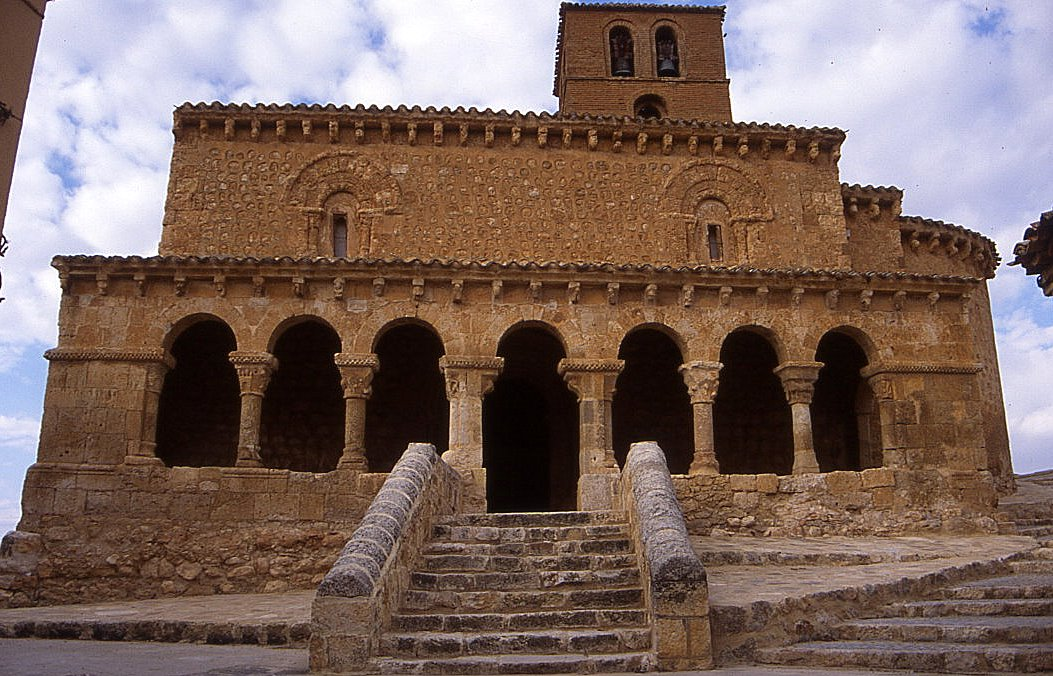
Iglesia románica de San Miguel

Cuenta con dos iglesias románicas, ambas dotadas de magníficas galerías porticadas:
- Iglesia de San Miguel.
- Iglesia de la Virgen del Rivero.
- Parque Temático del Románico.
- Castillo medieval.
- Ecomuseo Molino de los Ojos.
- Puente de origen medieval sobre el río Duero.

## Cultura

### Centros educativos
San Esteban de Gormaz cuenta con los siguientes centros educativos:
- Escuela infantil La Alameda
- CEIP Virgen del Rivero
- IES La Rambla
- Escuela hogar Alfonso VIII
- Centro de educación de personas adultas Doña Jimena

### Ruta del Vino
La ruta discurre por el suroeste de San Esteban de Gormaz y recorre seis localidades en sus 35 kilómetros de itinerario. La ruta se caracteriza por recorrer poblaciones con un gran número de bodegas y lagares (Soto de San Esteban, Aldea de San Esteban, Peñalba de San Esteban, Piquera de San Esteban y Atauta).
Además en San Esteban, podemos encontrar Bodegas Gormaz, perteneciente al grupo Hispanobodegas en la que se puede encontrar vinos elaborados con viñas seleccionadas de la zona, y cuya marca más emblemática es 12 Linajes.